# Protea humifusa
Protea humifusa är en tvåhjärtbladig växtart som beskrevs av J.S. Beard. Protea humifusa ingår i släktet Protea och familjen Proteaceae. Inga underarter finns listade i Catalogue of Life.